# Тобрелутс, Индрек
Индре́к То́брелутс (эст. Indrek Tobreluts; 5 апреля 1976, Тарту, Эстонская ССР) — эстонский биатлонист, выступавший в сборной Эстонии по биатлону.
Завершил спортивную карьеру по окончании сезона 2014/15, после чего он занялся тренерской деятельностью. В 2017 году Тобрелутс возглавил сборную Эстонии по биатлону.

## Биография
Занимается биатлоном с 1986 года. Впервые попал в сборную Эстонии в 1995 году. Участник пяти подряд  Олимпиад: Нагано 1998 года, Солт-Лейк-Сити 2002 года, Турина 2006 года и Ванкувера 2010 года, Сочи 2014 года. Участвовал в лыжегоночных соревнованиях на высоком уровне: на Играх в Солт-Лейк-Сити также принял участие в спринтерских забегах лыжников, где занял итоговое 32-е место, а на чемпионате мира 2003 года по лыжным видам спорта финишировал восьмым в эстафете. Также принимал участие в соревнованиях по летнему биатлону, где и добился наибольших успехов, став в 2000 году чемпионом мира в спринте.
В 2014 году спортсмен был включен в состав сборной на Олимпийские игры в Сочи, которые стали для Тобрелутса пятыми в карьере. 23 января он был избран знаменосцем сборной Эстонии.

## Результаты
Наилучшее достижение в общем зачете Кубка мира было 31 место в сезоне 2003—2004. Затем результаты Тобрелутса пошли на спад. Единственный раз был на подиуме в 1998 году. На этапе Кубка мира в Осло Холменколене Тобрелутс был третьим в масс-старте.

## Образование
Окончил Эстонский университет естественных наук.

### Кубок мира
1999—2000—   56-е место
2000—2001—   55-е место
- 2001—2002 — 58-е место
- 2002—2003 — 45-е место
- 2003—2004 — 31-е место
- 2004—2005 — 75-е место
- 2005—2006 — 81-е место
- 2006—2007 — 61-е место
- 2007—2008 — 85-е место
- 2008—2009 — 98-е место
- 2009—2010 — 79-е место
- 2010—2011 — 84-е место
- 2011—2012 — 59-е место
- 2012—2013 — 76-е место

### Интересные факты
В сезоне 2011—2012 Тобрелутс вошёл в десятку самых возрастных биатлонистов, принимавших участие в Кубке мира.